# Conector TNC
El conector TNC (del inglés Threaded Neill-Concelman) es una versión con rosca del conector BNC. Tiene una impedancia de 50 Ω y el margen de frecuencias preferible a las que opera hasta 11 GHz. A frecuencias de microondas tiene un mejor comportamiento que el BNC. Fue inventado a finales de los años 1950 y toma su nombre de los ingenieros Paul Neill y Concelman.

## Variantes
Existe una variante llamada RP-TNC (RP = Reverse Polarity) donde el macho lleva la tuerca rosacada.